# زونا رتیکولاریس
زونا رتیکولاریس (انگلیسی: Zona reticularis) داخلی‌ترین لایه در قشر غده فوق کلیوی است. این لایه از بالا با زونا فاسیکولاتا و از پایین با مغز غده فوق کلیوی در تماس است. سلول‌های این لایه، با استفاده از کلسترول، آندروژنها را به وجود می‌آورند. آندروژن‌ها شامل دی‌هیدرواپی‌آندروسترون (DHEA) و آندرستندیون هستند. دی‌هیدرواپی‌آندروسترون از طریق آنزیم سولفوترانسفراز، به دهیدرواپی‌اندروسترون سولفات تبدیل می‌شود. این ترکیبات به خون می‌ریزند و در بیضه یا تخمدان به ترتیب به تستوسترون و استروژن تبدیل می‌شوند. 
آدرنوکورتیکوتروپین و هورمون آزادکننده کورتیکوتروپین تا اندازه‌ای ترشح آندروژن را از غده فوق کلیوی تنظیم می‌کنند.